# Carcasse (Mode)
Die Carcasse (aus dem Französischen; italienisch carcassa, also „Gerippe“) ist ein Drahtgestell für Damenhüte.
Die Carcasse ermöglicht besondere Hutkonstruktionen, indem sie den verwendeten Stoffen Halt gibt.
Siehe auch: Liste der Kleidungsstücke
Zu gleichnamigen Begriffen siehe Karkasse